# Concert Românesc
El Concert Românesc (Concierto rumano), es una composición orquestal de György Ligeti, del año 1951, caracterizada por el uso de melodías del folclor rumano. El estreno oficial de la pieza no se realizó hasta 1971. Tiene una duración aproximada de 12 minutos.

## Contexto histórico
Desde su niñez, Ligeti, quien vivía en la región de Transilvania (en esa época, parte de Hungría), tuvo contacto con músicos locales que vestían máscaras de animales, tocaban música con violines y gaitas.
Durante su estadía en el Instituto Folclórico de Bucarest, en 1949, Ligeti estudió música popular rumana, la cual incluyó en la obra de esta época. En este sentido, siguió los estilos de Bartók y Kodály, pues como ellos, tenía un interés por la música folclórica.

En 1949, cuando tenía veintiséis años, aprendí a transcribir canciones populares de cilindros de cera en el Instituto de Folklore de Bucarest. Muchas de estas melodías se quedaron grabadas en mi memoria y llevaron en 1951 a la composición de mi Concierto rumano [Concert Românesc]. Sin embargo, no todo en él es genuinamente rumano, ya que también inventé elementos en el espíritu de las bandas del pueblo.
György Ligeti

Los dos primeros movimientos de la obra, son una reutilización de una pieza previa de Ligeti de 1950, Baladă şi joc (balada y danza) para dos violines. El concierto fue censurado en su momento, y fue interpretado en 1951 durante un ensayo en Budapest. No fue estrenado públicamente hasta 1971. Ligeti señala que las razones para la censura del concierto se debieron principalmente a que no se usaba la música del folclor como lo dictaban las normas del 'realismo socialista'.

Más tarde pude escuchar la pieza en un ensayo orquestal en Budapest; una presentación pública estaba prohibida. Bajo la dictadura de Stalin, incluso la música folclórica solo se permitía en una forma "políticamente correcta", en otras palabras, si se la obligaba a ponerse la camisa de fuerza de las normas del realismo socialista... La peculiar forma en que las bandas del pueblo armonizaban su música, a menudo llena de disonancias y "contra la corriente", se consideró incorrecta. En el cuarto movimiento de mi Concierto rumano hay un pasaje en el que se escucha un fa sostenido en el contexto de fa mayor. Esta fue razón suficiente para que los apparátchiks responsables de las artes prohibieran toda la pieza.
György Ligeti

## Instrumentación[1]
- 2 flautas (la segunda es un piccolo)
- 2 oboes (el segundo es un corno inglés)
- 2 clarinetes
- 2 fagotes
- 3 trompas (el tercero a una distancia de los otros para crear una función de eco)
- 2 trompetas
- Un platillo suspendido
- Un platillo crash
- Caja pequeña (afinación aguda)
- Bombo
- Cuerdas

## Estructura
El concierto tiene cuatro movimientos que se suceden sin pausa.
1. El primer movimiento retoma la Balada de Baladă şi joc, para dos violines, como Andantino, con un pulso constante.[1]
2. El segundo movimiento es una danza rápida (la segunda melodía de Baladă şi joc) que utiliza singularmente las voces del piccolo, un solo de violín y las percusiones.[1]
3. El tercer movimiento, lento, es interesante, pues en cuestión instrumental Ligeti usa la afinación natural de los cornos (sin válvulas), idea que vuelve a retomar en su Trío para violín, trompa y piano y el Hamburg Concerto.[2]
4. El cuarto movimiento es el más moderno en forma.[1] El final del concierto recuerda los bailes de inspiración rumana que compuso Bartók, así como El mandarín maravilloso. Ligeti usaría este estilo más tarde, en 1992, en su Concierto para violín.[2]

## Grabaciones
- Ligeti Project Vol. 2 , Jonathan Nott, Orquesta Filarmónica de Berlín, 2002. Teldec[4]
- DG Concerts 2006/2007 LA 4: Shadow of Stalin - Ligeti, Husa, Lutoslawski. Esa-Pekka Salonen, Orquesta Filarmónica de los Ángeles, 2007. Deutsche Grammophon[5]
- ROCO In Concert: October 2010, JoAnn Falletta, River Oaks Chamber Orchestra[6]
- Lawrence Foster conducts Bartók, Kodály & Ligeti. Gulbenkian Orchestra, Lawrence Foster, 2011. Pentatone[7]
- Barbara Hannigan - Concert recording and documentary (DVD). Barbara Hannigan, Orquesta de Cámara Mahler, 2015, Accentus Music[8]